# Dionisodor de Trezè
Dionisodor de Trezè (grec antic: Διονυσόδωρος, llatí: Dionysodorus) fou un gramàtic grec natural de Trezè, que és esmentat per Plutarc i en l'obra d'Apol·loni Díscol sobre els pronoms.